# Военно-полевая терапия
Военно-полевая терапия (ВПТ) — медицинская дисциплина, изучающая причины и механизмы возникновения, клиническое течение, лечение и профилактику болезненных процессов во внутренних органах, развивающихся от воздействия вооружения и военной техники и под влиянием особенностей труда и быта военнослужащих; разрабатывает и внедряет в практику усовершенствованные формы оказания помощи больным и раненым на этапах медицинской эвакуации.

## Основные задачи

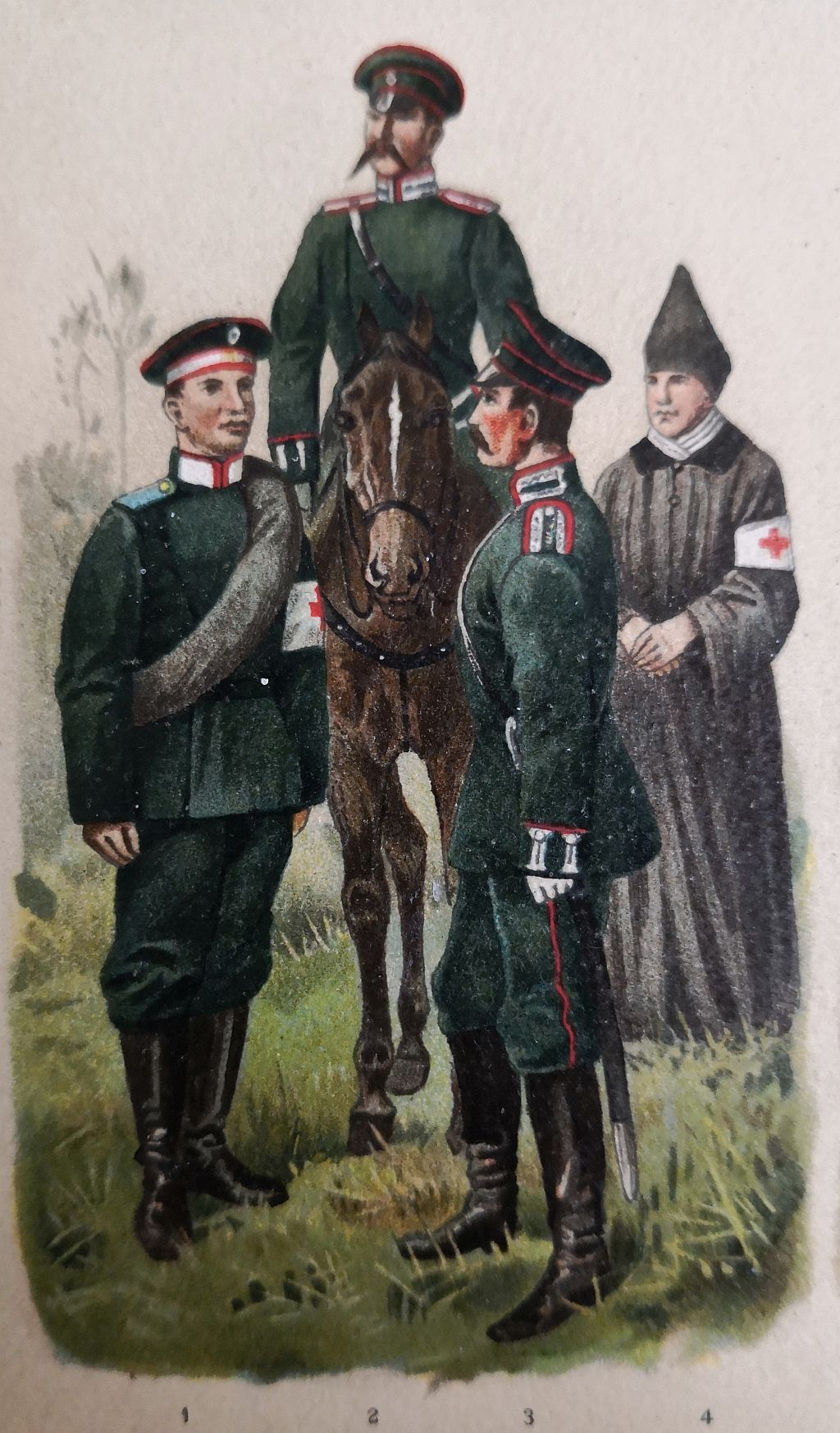
Военнослужащие медицинской службы Русской армии.

- изучение заболеваемости личного состава войск и сил как в условиях боевых действий, так и в условиях тыловой службы;
- изучение особенностей возникновения, клинических проявлений и течения заболеваний среди военнослужащих действующей армии;
- изучение этиологии, ранней диагностики, патогенеза, клиники, профилактики и лечения патологических процессов, развитие которых связано с применением атомного, химического и бактериологического оружия, а также заболеваний внутренних органов, обусловленных ранением, воздействием взрывной волны, термическими ожогами и обморожением;
- разработка и внедрение в практику наиболее эффективных и доступных в условиях боевой обстановки мероприятий, направленных на укрепление здоровья личного состава вооружённых сил, а также методов профилактики и лечения заболеваний;
- разработки вопросов военно-врачебной экспертизы, применительно к условиям боевой деятельности войск и сил; научное обоснование и внедрение в практику наиболее совершенных форм оказания терапевтической помощи (поражённым, больным и раненым) в действующей армии и на этапах медицинской эвакуации.

## ВПТ как учебная дисциплина
ВПТ как учебная дисциплина имеет внутреннюю структуру и состоит из разделов:
- Организационные вопросы терапевтической помощи в военное и мирное время;
- Клиника, диагностика, этапное лечение поражений ионизирующими излучениями;
- Клиника, диагностика, этапное лечение поражений боевыми отравляющими веществами, компонентами ракетных топлив, техническими жидкостями;
- Клиника, диагностика, этапное лечение заболеваний внутренних органов, вызываемых травматическими повреждениями, ожогами;
- Особенности течения заболеваний внутренних органов у военнослужащих в мирное и военное время;
- Военно-профессиональная патология.

## Основные этапы развития военно-полевой терапии
Основоположник отечественной терапии Матвей Яковлевич Мудров ещё в начале XIX века последовательно и убедительно подчеркивал огромное значение военной терапии или как он её называл «армейской клинике». Наиболее полно это прозвучало в его работе «О гигиене и болезнях обыкновенных в действующих войсках» (1808) и книге «Терапия болезней в лагерях и госпиталях наиболее бывающих»(1890).
Видный военный врач Аким Алексеевич Чаруковский в книге «Военно-походная медицина»(1836) уже чётко указывал на значение особенностей патогенеза, клиники, профилактики и лечения заболеваний наиболее часто встречающихся в армии. К этому же времени относятся работы профессора Военно-медицинской академии К. К. Зейдлица, посвященные анализу заболеваемости в действующей армии и некоторым сторонам оказания терапевтической помощи. Он впервые подчеркнул важное значение медицинской сортировки больных, улучшения эвакуационного дела, повышения мобильности полевых госпиталей.
Придерживаясь хронологической последовательности, следует отметить, что заметную роль в развитии и становлении ВПТ играли видные врачи, участники русско-японской и первой мировой войн Е. С. Земницкий, М. И. Аринкин, М. В. Черноруцкий, В. Н. Глинчиков, Н. Н. Савицкий, Н. И. Рогоза. Во время первой мировой войны впервые возникла проблема оказания терапевтической помощи пораженным отравляющими веществами. В 1915 году в результате первой газобаллонной атаки англо-французских позиций у реки Иперле одномоментно получило отравление около 15 тысяч человек. Из них 5 тысяч умерло сразу. Всего в ходе первой мировой войны было 1,3 млн пораженных ОВ, в том числе в русской армии 65 тысяч человек. В последующем ОВ были применены итальянскими фашистами в Абиссинии. Медицинская служба всех армий, в том числе русской, не была подготовлена тогда к диагностике и лечению этой патологии. Именно русским терапевтом В. И. Глинчикову и Н. Н. Савицкому принадлежит первое классическое описание клиники поражений боевыми отравляющими веществами.